# Mali Radinci
Mali Radinci (en serbe cyrillique : Мали Радинци) est un village de Serbie situé dans la province autonome de Voïvodine. Il fait partie de la municipalité de Ruma dans le district de Syrmie (Srem). Au recensement de 2011, il comptait 541 habitants.
Mali Radinci est une communauté locale, c'est-à-dire une subdivision administrative, de la municipalité de Ruma.

## Géographie

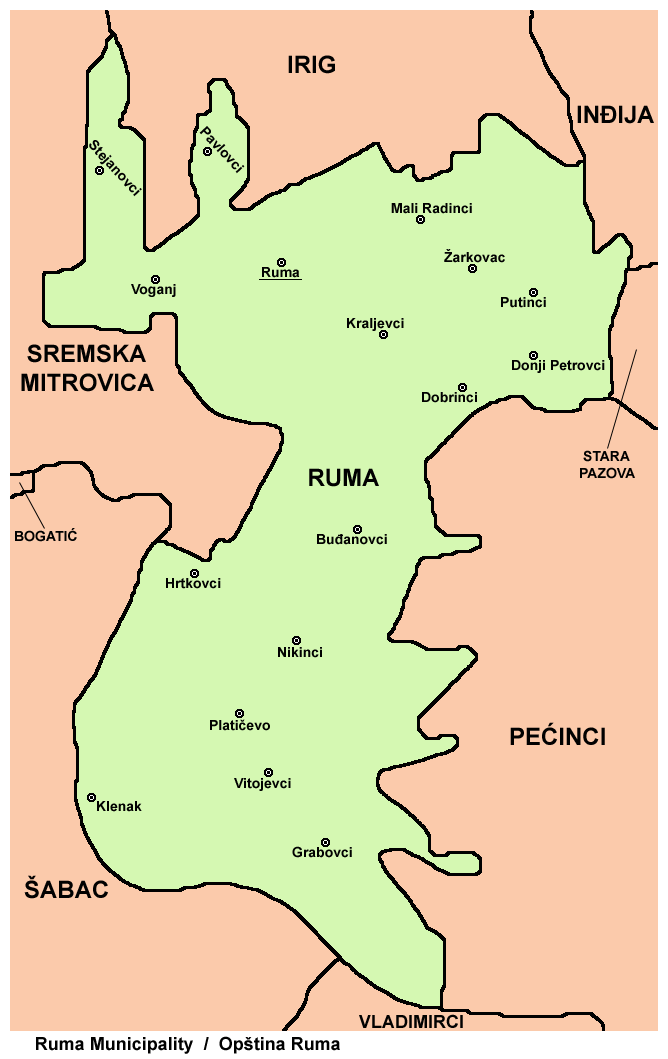
Localisation de Mali Radinci dans la municipalité de Ruma

Mali Radinci se trouve dans la région de Syrmie, sur les pentes méridionales du massif de la Fruška gora. Le village est situé sur la route régionale R-106 qui conduit de Ruma à Stari Banovci en passant par Stara Pazova.

## Démographie

### Évolution historique de la population
| 1948 | 1953 | 1961 | 1971 | 1981 | 1991 | 2002 | 2011 |
| ---- | ---- | ---- | ---- | ---- | ---- | ---- | ---- |
| 580  | 579  | 643  | 578  | 574  | 558  | 598  | 541  |

|  |

### Données de 2002
Pyramide des âges (2002)
En 2002, l'âge moyen de la population était de 39,7 ans pour les hommes et 40,8 ans pour les femmes.
Répartition de la population par nationalités (2002)
En 2002, les Serbes représentaient 82,9 % de la population ; le village abritait notamment des minorités hongroises (6,5 %) roms (1,1 %) et croates (1 %).

### Données de 2011
En 2011, l'âge moyen de la population était de 43,9 ans, 42,9 ans pour les hommes et 45 ans pour les femmes.

## Sport
Mali Radinci possède un club de football, le FK Fruškogorac.

## Éducation
Le village abrite une école élémentaire, l'école Jovan Jovanović Zmaj.

## Tourisme
L'église Saint-Nicolas de Mali Radinci a été construite en 1765 ; elle est inscrite sur la liste des monuments culturels protégés de la République de Serbie.